# 宮津与謝消防組合
宮津与謝消防組合（みやづよざしょうぼうくみあい）は、京都府宮津市、与謝郡与謝野町、伊根町が組織する一部事務組合（消防組合）である。

## 概要
- 消防本部：京都府宮津市字須津413番地の26
- 管内面積：338.35km2
- 職員定数：90人
- 消防署1カ所・分署：3
- 主力機械（2023年3月31日現在）
  - 消防ポンプ自動車：4
  - 化学消防車：1
  - 救急自動車：5
  - 救助工作車：1
  - 指揮車：1
  - 指令車：３
  - 資器材搬送車：1
  - 査察広報車：1
  - 事務連絡車：1
  - 防災指導車：１
  - 防火指導車：２

## 沿革
- 1958年5月1日 - 宮津市消防本部を設置。消防長職務代理者 竹野秀夫（総務課長）就任 庶務・予防・整備の３係を置き、９名により業務開始
- 1967年4月1日 - 消防署発足 消防吏員13名採用 消防本部６名 消防署14名 総員20名 １本部１署の体制で仮庁舎（市役所）において業務開始 配置車両：消防ポンプ自動車１台、無線指令車１台、作業車１台
- 1980年10月1日 - 宮津市及び与謝郡4町（加悦町、岩滝町、伊根町、野田川町）の1市4町により宮津与謝消防組合を設立。
- 1980年11月30日 - 加悦谷分署と橋北分署が完成。
- 同年12月4日 - 組合消防無線局認可され、周波数４波（市町村波、救急波、府県波及び全国波） により開局し、同日運用開始
- 1995年1月18日 - 阪神・淡路大震災に伴い神戸市へ応援出場（８日間延べ34名）
- 1997年4月1日 - 消防本部が現在地に新築移転。
- 2011年3月11日 - 東日本大震災に伴い緊急消防援助隊として救急隊１隊を宮城県南三陸町へ派 遣（平成23年４月２日までの23日間、隊員延べ25名を派遣）
- 2006年3月1日 - 加悦町、岩滝町、野田川町の合併により組合の構成は、宮津市、与謝野町、伊根町の1市2町となる。
- 2016年4月1日 - 高機能消防指令センター正式運用開始
- 同年4月16日 - 平成28年熊本地震に伴い緊急消防援助隊として救急隊１隊を熊本県へ派遣 （平成28年４月22日までの７日間、隊員延べ20名を派遣）
- 2018年7月30日 - 平成30年７月豪雨に伴い緊急消防援助隊として消防隊１隊を広島県へ派遣 （平成30年８月１日までの３日間、隊員４名を派遣）

## 消防署
| 消防署         | 住所                    | 分署                                                                                          |
| -------------- | ----------------------- | --------------------------------------------------------------------------------------------- |
| 宮津与謝消防署 | 宮津市字須津413番地の26 | 宮津：宮津市字魚屋913番地 加悦谷：与謝郡与謝野町字算所418番地 橋北：与謝郡伊根町字日出576番地 |